# رف الألعاب الناطقة
رفّ الألعاب الناطقة(بالإنجليزية: The Animal Shelf) هو مسلسل رسوم متحركة للأطفال أُنتج في المملكة المتحدة بين عامي 1997 و2000، وتولّت إنتاجه شركة كوزغروف هول للأفلام. يستند المسلسل إلى سلسلة كتب ألّفتها ورسَمتها الكاتبة البريطانية آيفي والاس، وتحكي عن مجموعة من الدمى الحيوانية الناطقة التي تعيش في غرفة نوم الطفل تيموثي. وُجّه المسلسل بوجه خاص إلى الأطفال في مرحلة ما قبل المدرسة، وبدأ عرضه على قناة آي تي في البريطانية في 25 يونيو سنة 1997، واستمر حتى 3 اغسطس سنة 2000، وامتد على مدى أربع مواسم وبلغ عدد حلقاته اثنتين وخمسين حلقة.

## الشخصيات
تيموثي
هو طفل صغير وودود، ويُعدّ صاحب دمى الرف. يظهر أحيانًا وهو يذهب إلى المدرسة، وأحيانًا يزور أماكن أخرى. لا يظهر من شخصيته على الشاشة سوى ظلّه، شأنه شأن جميع الشخصيات البشرية في البرنامج، باستثناء السيد تريغ الذي يظهر من الرقبة فقط.
غومبا الدب
يتزعم دمى الرف، ويُعدّ أقدم دمية بين الدمى الخمس التي يمتلكها تيموثي.
ليتل موت
هو كائن صغير الحجم يشبه الكلب أو الدب، لونه أبيض ويضع شريطًا زهريًا، ويرتبط بعلاقة صداقة قوية مع غومبا.
ووفول القرد
يرتدي طربوشًا أحمر ومعطفًا أحمر، ويتصرّف كثيرًا دون تفكير، سواء في كلامه أو أفعاله.
سترايبي الحمار الوحشي
سترايبي لطيف، حكيم، ومتفهّم، وهو صديق غيت أب المقرّب، جيمي هيبرت أدى صوت سترايبي في المملكة المتحدة، وجين غولد أدت صوته في الولايات المتحدة، في النسخة البريطانية، سترايبي يتحدث بلكنة غرب إنجلترا.
غيتراب الزرافة
غيت أب زرافة ذات عيون سوداء، وصديقة سترايبي المقرّبة، شعرها بني يمتد على طول رقبتها، تحافظ على صداقتها مع الحيوانات الأربعة الأخرى على الرف، غيت أب تسقط كثيرًا، غالبًا على بطنها، ولهذا تحمل هذا الاسم، سوزان شيريدان أدّت صوت غيت أب في النسخة البريطانية، وليندا بالانتاين أدّت صوتها في النسخة الأمريكية، في النسخة البريطانية، تتحدث بلكنة إنجليزية عريضة، في كتب آيفي والاس الأصلية، كانت غيت أب شخصية ذكورية.
السيد تريغ
يملك متجرًا للحيوانات الأليفة، ويُعدّ الشخصية البشرية الوحيدة التي تظهر على الشاشة، ويُعرض فقط من الرقبة إلى الأسفل.
الببغاء
يعيش في متجر السيد تريغ، ويحب تقليد أصوات الآخرين.
السيدة الخلد وصغارها
تعيش مع عائلتها تحت الأرض، وتُصدر أصواتًا تشبه الصرير بدلًا من الكلام.
كينكر الفأر
أُصيب ذيله بتشوّه دائم بعد أن علق في فخ، ونجح في الهرب، ولذلك سُمي كينكر. لا يتحدث، بل يتواصل عبر لغة جسده، وتفهمه دمى الرف بسهولة.
جيك طائر الزرزور
يعيش في سقف المنزل قرب حديقة تيموثي. في النسخة الأمريكية يُعرف باسم كارل الغراب.
السنجاب
يعيش في شجرة تقع في غابة بلو بيل، ويُعتبر الصديق الثاني المقرّب لدمى الرف بعد تيموثي.
اليرقة
تعيش في حديقة تيموثي الأمامية، قرب مدخل الخلد، وتتميّز بجسم مخطط بالأحمر والأصفر وثمانية أزواج من الأرجل.
روجر
هو أعز أصدقاء تيموثي في المدرسة، ولا يظهر على الشاشة، بل يذكره تيموثي بالحديث في بعض الحلقات فقط.

## دليل الحلقات
تبلغ مدة كل حلقة من مسلسل رفّ الألعاب الناطقة عشر دقائق فقط
السلسلة الاولى 1997
سترايبي في مهمة الإنقاذ
ينطلق سترايبي لإنقاذ غيت أب بعد أن تخطفها كرنفال متنقل في ليلة مظلمة، وهناك تلتقي بكينكر، الفأر الصرير. في الوقت نفسه، يصاب تيموثي، مالك الحيوانات الشاب والودود، بنزلة برد ويبقى في الفراش بينما يحاول الطبيب معالجته. في الوقت ذاته، يكاد السيد تومكينز يأخذ سترايبي إلى سوق بيع الأشياء المستعملة ظناً منه أن سترايبي وغيت أب ينشطان الجراثيم.
غومبا وصندوق الألوان
يغومبا يتظاهر بالمرض ويرسم بقعًا حمراء على جسده كأنه مصاب بالحصبة.
غيت أب كروزو
بعد أن تفقد غيت أب كل بقعها البنية إثر سقوطها في جدول سبلاشينغ، تجعلها سخرية الحيوانات الأخرى تعيش بمفردها في غابة بلو بيل.
زيارة كينكر إلى رف الحيوانات
ينقذ سترايبي وغيت أب كينكر، الفأر الصرير، من متجر حيوانات السيد تريغ، ويزور كينكر الحيوانات الخمسة في منزلهم.
البحث عن الكنز
يعثر سترايبي وغيت أب على كنز مدفون في حديقة تيموثي الأمامية، لكن غومبا لا يجد سوى بصل متناثر على الأرض.
الموسيقى في الغابة
يريد تيموثي من حيواناته العثور على ريش خمس طيور مختلفة في غابة بلو بيل لأجل جدول الطبيعة في المدرسة، لكن ببغاء السيد تريغ لديه فكرة أخرى؛ يريد من الحيوانات أن تصنع موسيقاها باستخدام آلات موسيقية لعب أعطاها لهم تيموثي.
ووفول وتوت العليق
يدخل ووفول غابة بلو بيل ليجمع توت العليق تحضيرًا لعيد ميلاد تيموثي القادم.
غومبا يحل لغز البازل
في يوم دافئ من الربيع، يحاول ثلاثة من حيوانات تيموثي، بينهم غومبا، حل لغز بازل في الحديقة الأمامية، لكن ووفول يطيح بالقطع المتبقية عن الطاولة، فتطير قطعة إلى قبعة ووفول الحمراء.
الأثر
تستمتع الحيوانات بمتابعة سلسلة من الأدلة في حديقة تيموثي، رغم أن السنجاب ينقل أحد الأدلة ظنًا منه أنه سهم مصنوع من البلوط.
الوحش النموذجي
تستلهم الحيوانات من سفينة نموذجية صنعها تيموثي من علبة بيض وعبوة كورنفليكس، وتبدأ بصنع نماذج خاصة بها. يبني غومبا طائرة تنهار قبل الإقلاع، ويصنع ووفول بدلة روبوت تُحاصر فيها نفسه وتسقط أيضًا.
السلسلة الثانية 1998
رعاية صغار السيدة مول
يواجه تيموثي يومًا طويلًا في المدرسة، وتحاول الحيوانات الخاصة العناية بصغار السيدة مول، بينما تزور السيدة مول أختها المريضة.
بالون تيموثي الأليف
بعد فوز تيموثي بأرنب كبير من بالونات زرقاء في حفلة روجر، تضطر الحيوانات لقضاء ليلة في قفص قذر في حديقة تيموثي، أرسله السيد تومكينز بالبريد.
ساعة المنبه
تعاني أسرة تيموثي من مشكلة استيقاظه، فتضع الأم ساعة منبه على خزانته. تدق الساعة منتصف الليل وتوقظ الحيوانات جميعًا، بما فيها ليتل مات.
الذئب في الغابة
تبني الحيوانات في حديقة تيموثي ثلاث بيوت للعيش، ويواجهون ووفول الذي يلعب دور الذئب الشرير.
ووفول يطير إلى القمر
يستخدم ووفول سلّة مهملات قديمة ليأخذ غيت أب وباقي الحيوانات في نزهة مثيرة على القمر في غابة بلو بيل.
الكابتن غومبا
يتولى غومبا دور قائد السفينة بعد أن يصبح أكبر الحيوانات سنًا.
أشد أيام السنة حرارة
في يوم صيفي حار، يقترح تيموثي أن تفكر الحيوانات في أفضل طريقة للتبريد، بينما تأخذه والدته إلى المسبح.
لغز الصور
تندهش الحيوانات مما تراه في غرفتها، فتستعير كاميرا بولارويد من تيموثي بعد طلب الإذن.
ضيف تيموثي
تشعر الحيوانات بالانزعاج عندما يستضيف تيموثي ابن عمه وكلبه لنهاية الأسبوع.
ليتل مات يعثر على بيضة
يذهب تيموثي للعب الغولف، ويحاول ليتل مات مع باقي الحيوانات العثور على بيض قرب غابة بلو بيل.
عطلة كينكر في التخييم
تتعرض عطلة كينكر، الفأر، للفوضى بعد أن تهب ريح قوية وتطرح خيمته بعيدًا، بعدما طلب التخييم من سترايبي وغيت أب.
واجب تيموثي المدرسي
تساعد الحيوانات تيموثي بعد أن تأخر في إنجاز واجباته.
السلسلة الثالثة 1999
انتظار سانتا كلوز
تتجهز الحيوانات لاستقبال عيد الميلاد وتتحرك بسرعة في منزل تيموثي ليلة العيد.
يوم خاص جدًا
بعد رحيل سانتا، تبدأ الاحتفالات على الرف، لكن ووفول يشعر بالحزن.
الراحة الطويلة لليتل مات
تتعرض الحيوانات لهبوب رياح شديدة على الرف الأزرق مع قدوم الخريف، وتبذل السيدة مول جهودًا لإنقاذ صغارها.
ووفول وجنية الأسنان
تتعلم الحيوانات أهمية النظافة، بينما ينتظر تيموثي زيارة جنية الأسنان.
معرض الفن
يُلهم رسم تيموثي أصدقائه الخمسة للرسم خارج الرف.
عصا ووفول السحرية
يحاول ووفول تعلم السحر لكنه يوقع نفسه في مشاكل، بينما يظهر جسم غريب في غرفة تيموثي.
الدلاء والمجارف
تستعد عائلة تيموثي للعطلة، وتقلق الحيوانات من ترك المنزل خاليًا، لكن غومبا يضع خطة، بينما يأخذ سترايبي وغيت أب نزهة هادئة إلى متجر الحيوانات حيث يعيش الببغاء.
مصنع المربى
يبدأ تيموثي عامًا دراسيًا جديدًا، وتصنع الحيوانات مربى، ويغرق سترايبي وغيت أب في الفاكهة.
السلسلة الرابعة 2000
مراقبة الحيوانات
يتعلم ووفول والحيوانات الأخرى عن حيوانات الصحراء، مثل الجمل، بمساعدة تيموثي.
سفينة غومبا
يضع غومبا خطة لإنقاذ أصدقائه الأربعة من فيضان، بمن فيهم غيت أب المتعثرة.
بيع الحديقة
تتعلم الحيوانات معنى المال مع وصول حيوان جديد إلى رفها في غرفة تيموثي.
البحث عن بيغ مات
يرسم تيموثي شجرة عائلته، فتبحث الحيوانات عن أجدادها، ويذهب ليتل مات للعثور على بيغ مات المفقود.
ليلة في الخيمة
تُلهم رحلة تخييم تيموثي أصدقائه لقضاء ليلة في خيمة. يتعرض غيت أب وسترايبي لمغامرة في الغابة، بينما تخطط صغار السيدة مول لأمور خاصة.
ملك القلعة
تُلهِم كتب تيموثي عن الفرسان والقلعة الحيوانات لخوض مغامرة وسط تنانين وفرسان وسيف سحري.
سيارة السباق لتيموثي
تصل سيارة سباق تعمل بالتحكم عن بعد، ويقرر جميع الحيوانات متابعة السيارة والخروج من الرف.
النجم المتساقط
يحصل تيموثي على خريطة للنجوم، ويشارك أصدقاءه بخطة سرية.
رأس غومبا
يبدأ تيموثي برنامج للياقة البدنية، لكن غومبا يحتاج للراحة.

## البث الدولي
تم عرض المسلسل أيضًا في عدة دول حول العالم منها شبكة أ بي سي في أستراليا، كي تي في 2 في الكويت، آر تي إي اثنان في أيرلندا ضمن فقرة الأطفال ذا دين دبي33 في الإمارات العربية المتحدة، شبكة كي تي في وورلد، والقناة إم نت في جنوب أفريقيا ضمن سلسلة برامج الأطفال كي تي في بريمير 12 ضمن فقرة الأطفال كيدز بليتز، قناة يوريكا للتعليم وقناة كيدز سنترال في سنغافورة شبكة بي بي إس وتلفزيون مالطا في مالطا تي في بي بيرل في هونغ كونغ إس في تي وإس في تي بارنكانالن في السويد ويكيد بلس في باكستان تي في إن زي2 وتي في إن زي6 في نيوزيلندا ضمن فقرة الأطفال كيدزون، وبولندا عبر آر تي إل7

## وقت إيتسي بيتسي
عُرض هذا المسلسل ضمن برنامج الأطفال الأمريكي الذي يحمل اسم إتسي إتسي بيتسي تايم، وشاركته فيه عدة مسلسلات تلفزيونية من خارج الولايات المتحدة. بثّت قناة فوكس فاميلي هذا البرنامج داخل أمريكا، بينما عرضته قناة تري هاوس تي في في كندا، وكان ذلك عام 1999. استُبدلت الأصوات البريطانية الأصلية بأصوات أمريكية وكندية، وأشرفت على توجيه الأداء الصوتي الممثلة الكندية سوزان رومان، التي اشتهرت بأداء شخصية بارزة في سلسلة رسوم متحركة يابانية سيلور مون مدبلجة. أشرفت رومان أيضًا على الأداء الصوتي لمسلسل بريطاني آخر عُرض ضمن نفس البرنامج.

## المنتجات
صدرت للمسلسل كتب قصصية مرافقة عن دار نشر ليدي بيرد، بالإضافة إلى خمسة أشرطة فيديو من نوع ڤي إتش إس ، وذلك خلال الفترة الممتدة بين عامي 1997 و2001.